# Kanton Aubeterre-sur-Dronne
Der Kanton Aubeterre-sur-Dronne war von 1790 bis 2015 ein französischer Wahlkreis im Département Charente und in der damaligen Region Poitou-Charentes. Er umfasste elf Gemeinden im Arrondissement Angoulême; sein Hauptort (frz.: chef-lieu) war Aubeterre-sur-Dronne. Die landesweiten Änderungen in der Zusammensetzung der Kantone brachten im März 2015 seine Auflösung. Vertreter im conseil général des Départements war zuletzt von 2004 bis 2015 Alain Rivière.

## Gemeinden
| Gemeinde             | Einwohner Jahr | Fläche km² | Bevölkerungsdichte | Postleitzahl | Code INSEE |
| -------------------- | -------------- | ---------- | ------------------ | ------------ | ---------- |
| Aubeterre-sur-Dronne | 410 (2013)     | –          | – Einw./km²        | 16390        | 16020      |
| Bellon               | 162 (2013)     | –          | – Einw./km²        | 16210        | 16037      |
| Bonnes               | 397 (2013)     | –          | – Einw./km²        | 16390        | 16049      |
| Laprade              | 235 (2013)     | –          | – Einw./km²        | 16390        | 16180      |
| Les Essards          | 195 (2013)     | –          | – Einw./km²        | 16210        | 16130      |
| Montignac-le-Coq     | 132 (2013)     | –          | – Einw./km²        | 16390        | 16227      |
| Nabinaud             | 94 (2013)      | –          | – Einw./km²        | 16390        | 16240      |
| Pillac               | 270 (2013)     | –          | – Einw./km²        | 16390        | 16260      |
| Rouffiac             | 123 (2013)     | –          | – Einw./km²        | 16210        | 16284      |
| Saint-Romain         | 557 (2013)     | –          | – Einw./km²        | 16210        | 16347      |
| Saint-Séverin        | 745 (2013)     | –          | – Einw./km²        | 16390        | 16350      |